# Tóth-Hódi Pamela
Tóth-Hódi Pamela, született Hódi Pamela (Maglód, 1988. október 9. –).

## Élete
2007-ben indult a gyömrői Tószépe szépségversenyén, amit megnyert, ő lett „Miss Gyömrő” abban az évben.
Sütő Enikő modelliskolájában végzett.
Karrierjét az MY77 ruhamárkánál kezdte, majd 2014-ben az Amnesia márkához szerződött. 2015 nyarán lejárt az Amnesiával kötött szerződést, így visszakerült a MY77-hez. Gyermeke, Natasa pedig a MY77 gyermekruha (MY77 Kids) reklámarca lett, modellszerződését Hódi Pamela akkori élettársa, Berki Krisztián írta alá. 2015-ben indította a saját szépségszalonját gyermekes anyukák részére.
2010-ben hostess munkát vállalt, ebben az időszakban Marokkóba, Mexikóba, Bejrútba és Svájcba közvetítették ki a külföldi munkákra, ahová hol egyedül, hol több lánnyal utazott.
2012-ben, a TV2 Édes élet reality című műsorában szerepelt.
2016-ban az Ezek megőrültek! show-műsorban, illetve 2017-ben a A nagy duett című műsorokban is részt vett.
2014-ben Váczi Gergő műsorvezető társa lett a FEM3 műsorában, de az Éden Éjjel című reality műsorát is vezette.
Reklámarca volt több cégnek, többek között a nagy múltú Graf n Berg divatkereskedő cégnek.
2014 végén szerepelt a magyar nyelvű Google kereső toplistáján, 9. helyet foglalva el rajta.
2018. április 19-én mutatta be saját ruhamárkáját, a MEDOO-t (a. m. Csináld magad!). Állítása szerint a ruhakollekció összes darabját maga jegyezte, tervezte, és pózolt hozzá reklámfotókon. A glammodell Hódi Pamela reklámozta mindenütt a termékeket azonban később kiderült, hogy a márkához csak a nevét adta. 2019. év végén azonban megváltak a nevéhez fűződő ruhamárkától, mert társaival nem értettek egyet.
2019. március 4-én a TV2 Pénzt vagy éveket! című vetélkedőjének második évadában szerepelt. A műsorvezető Kasza Tibor, a párja Tóth Bence volt.
Munkája megszűnése óta hirdetésekből él, ruha- és egyéb márkákat népszerűsít, 618 ezer követője van Instagram-oldalán.
2020. november 11. óta A Konyhafőnök VIP (5. évad) című főzőműsorban szerepelt, decemberben azonban kiesett, a középdöntőig jutott el.

## Magánélete
2013. október 29-én született meg kislánya, Berki Natasa Zselyke. Élettársa, gyermeke édesapja, Berki Krisztián volt, akivel 2017-ben szakadt meg a kapcsolata. 2018. január óta  Tóth Bence labdarúgóval él, 2020. novemberében pedig összeházasodtak, 2021. május elején pedig kislányuk született: Tóth Evolet Olivia.
Neve femerült a dubaji prostitúciós ügyben is. Ítélethírdetéskor a bíró kijelentette, hogy számos olyan tanút hallgatott meg a bíróság, aki véleménye szerint elkövette a hamis tanúzás bűntettét, miközben igazmondási kötelezettsége volt, ugyanis nem nézett szembe a prostitúciós tevékenységeivel, illetve súlyos emlékezetkiesésben szenvedett. Szerinte köztük volt például Hódi Pamela is.
https://index.hu/fomo/2025/02/17/dubaj-kerites-k.-zoltan-pesti-kozponti-keruleti-birosag-itelet-perbeszed/